# Ortheziolacoccus saringeri
Ortheziolacoccus saringeri (лат.) — вид мелких пластинчатых червецов семейства Ortheziidae. Эндемик Анголы.

## Распространение
Африка: Ангола.

## Описание
Мелкие пластинчатые червецы. Сверху спина самок покрыта восковыми пластинками. 3-й членик усиков небольшим числом крупных щетинок. Обнаружены на листьях, питаются соками растений. Вид был впервые описан в 1998 году под венгерским энтомологом Ференцем Кошаром (Ferenc Kozár; Plant Protection Institute, Centre for Agricultural Research, Hungarian Academy of Sciences, Будапешт, Венгрия) под первоначальным названием Ortheziola saringeri Kozár, 1998. Таксон включён в состав рода Ortheziolacoccus Kozár, 2004 вместе с видами O. angolaensis, O. benedictyae, O. demeteri, O. fercsii, O. ethiopiensis, O. giliomeei, O. jermyi, O. madecassa, O. mahunkai, O. millari, O. multisetosus, O. nelliae, O. barrosmachadoi, O. williamsi и другими.